# Germantown (Kentucky)
Germantown – miasto w Stanach Zjednoczonych, w stanie Kentucky, w hrabstwie Mason.